# 圓周
圓周是指圓或類似形狀的周長。
圓周和數學上重要的數學常數π有關。若定義圓周為{\displaystyle C}，半徑為{\displaystyle r}，直徑為{\displaystyle d}，圓周長和直徑的比值即為{\displaystyle \pi }：
{\displaystyle {C}=\pi {d}=2\pi r.}
{\displaystyle \pi }的數值是3.14159 26535 89793 ... （參照A000796）。
數學常數π常用在數學、工程學及科學中。

圖中黑色的為圓周（C），
淺藍色的是直徑（D），
紅色是半徑（R），
洋紅色的是圓心。
圓周= π × 直徑 = 2 × π × 半徑

若圓的半徑為1，其圓周為2π

若圓的直徑為1，其圓周為π

另一個和圓周有關的比例是圓周和半徑的比值{\displaystyle {\tfrac {C}{r}}=2\pi }，雖然沒有正式的名稱，但也常用在弧度及物理常數等許多場合中。

## 椭圓的周長
椭圓也可以計算其圓周，但需要透過第二類完全橢圓積分才能表示。

## 图论中的周長
在图论中，一个图的周長是指其中所含的最长的环。